# Justin Morrow
Justin Morrow (Cleveland, Ohio, 4 de outubro de 1987) é um futebolista profissional estadunidense que atua como defensor.

## Carreira
Justin Morrow integrou a Seleção Estadunidense de Futebol na Copa Ouro da CONCACAF de 2017.

## Títulos
Seleção Estadunidense
- Copa Ouro da CONCACAF de 2017